# Dolinka (Kazakhstan)
 (juillet 2025).
Si vous disposez d'ouvrages ou d'articles de référence ou si vous connaissez des sites web de qualité traitant du thème abordé ici, merci de compléter l'article en donnant les références utiles à sa vérifiabilité et en les liant à la section « Notes et références ».
Pour les articles homonymes, voir Dolinka (homonymie).
Ne doit pas être confondu avec Dolinka (district de Veľký Krtíš) ou Dolinka (Człuchów).
Dolinka (en kazakh : Долинка) est une localité située dans l'oblys de Karaganda, au centre du Kazakhstan. Elle est principalement connue pour avoir été le centre administratif du Karlag, l’un des plus grands camps du Goulag soviétique. Aujourd’hui, Dolinka abrite un musée consacré à la mémoire des victimes des répressions politiques staliniennes.

## Géographie
Dolinka se situe à environ 30 km au sud-ouest de Karaganda, dans un paysage de steppe semi-aride typique du Kazakhstan central. La ville voisine la plus proche est Chakhtinsk. Le climat y est continental, caractérisé par des hivers rigoureux et des étés secs et chauds.

## Histoire

### Fondation
Dolinka fut fondée au début du XXe siècle, à l’époque de la colonisation agricole de la steppe kazakhe. Son essor est lié à la création du camp de travail Karlag dans les années 1930.

### Le Karlag
Le Karlag (abréviation de Karagandinskiy ispravitel'no-trudovoy lager) fut créé en 1931 par le NKVD. Ce camp s’étendait sur des centaines de kilomètres autour de Karaganda. Il fut conçu pour exploiter le travail forcé de prisonniers dans les secteurs de l’agriculture, de l’industrie minière, de la construction et de l’élevage.
Le bâtiment administratif du Karlag, situé à Dolinka, servait de centre de commandement pour l’ensemble du complexe. Des milliers de prisonniers, dont des opposants politiques, des intellectuels, des femmes et des enfants, y furent internés.
Le camp a été dissous en 1959.

## Patrimoine

### Musée Karlag
Depuis 2002, l’ancien bâtiment administratif du camp abrite le musée d’histoire du Karlag. Ce musée présente des expositions sur le système du Goulag, des reconstitutions de cellules, des documents d’archives, et des objets personnels de détenus.
Un mémorial à la mémoire des enfants morts dans le camp a également été érigé à proximité, rendant hommage aux mères et nouveau-nés emprisonnés.

## Démographie
Selon le recensement de 2009, Dolinka comptait environ 5 350 habitants. La population est composée de Kazakhs, de Russes, ainsi que d'autres minorités ethniques, reflétant l’histoire complexe de la région.

## Transports
Dolinka est accessible par route depuis Karaganda. Des liaisons par bus relient régulièrement les deux localités. La gare ferroviaire la plus proche se trouve à Chakhtinsk.